# Englishman in New York
«Englishman in New York» (с англ. — «Англичанин в Нью-Йорке») — песня британского рок-музыканта Стинга, третий сингл из его альбома …Nothing Like the Sun.
Композиция имела скромный успех на родине певца и в Соединённых Штатах: 51-я строчка UK Singles Chart и 84-я американского Billboard Hot 100, соответственно. Тем не менее, «Englishman in New York» стал хитом 1988 года в нескольких европейских странах, отметившись в Top-40 (а иногда и Top-20) чартов Франции, Нидерландов, Бельгии, Ирландии и т. д.
В 1990 году, незадолго до выхода третьего студийного альбома Стинга — The Soul Cages, A&M заключили договор с диджеем Беном Либрандом о создании ремикса на «Englishman in New York», и последующим выпуском его в качестве сингла. В мелодии ремикса обыгрывается вступление из оригинала, а также были добавлены несколько новых инструментов, но структура песни осталась прежней. Новая версия песни стала более коммерчески успешной и добралась до 15-го места в британских чартах.
«Изюминкой» мелодии стала партия саксофон-сопрано в исполнении Брэнфорда Марсалиса.

## Тематика
Песня посвящена писателю Квентину Криспу — знаменитой британской гей-иконе, с которым музыкант познакомился на съёмках фильма «Невеста». Стинг написал текст вскоре после того, как Крисп переехал из Лондона в квартиру на Бауэри-стрит в Манхэттене.
Артисты подружились и поддерживали связь по переписке, как-то Квентин Крисп написал музыканту в шутку: «…я жду получения бумаг о гражданстве для того, чтобы совершить преступление, и не быть депортированным».

Основная идея песни — «Будь собой, и не важно, что говорят другие». Это фабула всецело гармонировала с образом жизни Квентина Криспа, который так отзывался о Стинге: 
Он очень учтивый […] Не хочу звучать покровительственно. Просто, я не ожидал, что поп-звезда может быть таким джентльменом.
Цитируя знаменитый девиз Нью-Колледжа «Манеры делают человека», Стинг предлагает поразмышлять над стереотипами общества, над клише, которые навешивают вам «другие»: «Для того чтобы превратиться в мужчину, недостаточно надеть мундир / Для того, чтобы иметь ружьё, недостаточно разрешения на ношение оружия / Смотри врагам прямо в глаза, а, если можно, избегай их / Настоящий джентльмен уходит гордо и не спеша, а не сбегает, как трус».

## Музыкальное видео
Музыкальное видео было снято режиссёром Дэвидом Финчером: со Стингом и его музыкантами в Нью-Йорке, и при участии всё того же Криспа. В конце видео, после того, как песня заканчивается, Крисп произносит: «If I have an ambition other than a desire to be a chronic invalid, it would be to meet everybody in the world before I die… and I’m not doing badly».

## Хит-парады
| Чарт (1988)                                  | Высшая позиция |
| -------------------------------------------- | -------------- |
| Бельгия/Фландрия (Ultratop 50)               | 16             |
| Франция (SNEP)                               | 30             |
| Canada Top Singles (RPM)                     | 60             |
| Ireland (IRMA)                               | 12             |
| Нидерланды (Dutch Top 40)                    | 9              |
| Spain (AFYVE)                                | 21             |
| United Kingdom (The Official Charts Company) | 51             |
| U.S. Billboard Hot 100                       | 84             |
| U.S. Billboard Mainstream Rock Tracks        | 32             |

| Чарт (Ремикс, 1990)                          | Высшая позиция |
| -------------------------------------------- | -------------- |
| United Kingdom (The Official Charts Company) | 15             |